# Henrik Lund (professor)
 For alternative betydninger, se Henrik Lund. (Se også artikler, som begynder med Henrik Lund)
Henrik Lund (født 2. juli 1960) er professor i energiplanlægning ved Institut for Planlægning ved Aalborg Universitet. Han blev uddannet cand.polyt i 1985 ved Aalborg Universitet. I 1990 fik han tildelt sin Ph.d. i implementering af bæredygtige energisystemer, ligeledes ved Aalborg Universitet. I 2009 blev han dr.techn., som er doktorgraden i teknik.  

## Karriere
Henrik Lund er på ISI Highly Cited Researchers, hvor han er blandt de 1% mest citerede forskere i verden indenfor ingeniørvidenskab. Han har blandt været leder for instituttet og en forskergruppe. Henrik Lund har i løbet af sin karriere vundet to priser: hhv. ”Best Research Paper Award” inden for ”Energy Policies & Economics”, tildelt af ”International Energy Foundation” i 1998, og årets underviser tildelt af studienævnet på Instituttet for Planlægning.
Han har undervist i ingeniørvidenskab på alle niveauer fra 1. semester-kurser til ph.d.-kurser på Aalborg Universitet. Han har også været gæsteforelæser på universiteter i udlandet og deltaget i forskellige workshops.
I 2010 deltog Henrik Lund i det såkaldte "Heat Roadmap Europe"-projekt, hvor Europas enorme potentiale for at udnytte spildvarme fra kraftværker og virksomheder blev kortlagt.
Han har desuden udviklet en række computerprogrammer til brug inden for feltet, bl.a. EnergyPLAN, som er designet til analyse og design af bæredygtige energiløsninger på nationalt niveau. Værktøjet har mere end 6000 brugere i mere end 100 lande.
Han er bestyrelsesmedlem i International Energy Foundation (IEF) og GRØN ENERGI. Derudover er han chefredaktør for Elseviers tidsskrift Energy og associeret redaktør og/eller medlem af bestyrelsen for adskillige andre højt rangeret tidsskrifter herunder Applied Energy, Renewable Energy, Energy Conversion og Management and Energy Strategy Reviews.

## Publikationer
Henrik Lund har udgivet over 400 publikationer, nedenfor ses udvalgte:
- Hansen, Kenneth; et al. (2019). "Status and perspectives on 100% renewable energy systems". Energy. 175: 471–480. doi:10.1016/j.energy.2019.03.092.
- Henrik Lund et al.: The status of 4th generation district heating: Research and results. In: Energy 164, (2018), 147–159, doi:10.1016/j.energy.2018.08.206.
- D. Connolly, H. Lund, B. V. Mathiesen: Smart Energy Europe: The technical and economic impact of one potential 100% renewable energy scenario for the European Union. In: Renewable and Sustainable Energy Reviews 60, (2016), 1634–1653, doi:10.1016/j.rser.2016.02.025.
- B.V. Mathiesen, H. Lund, D. Conolly, H. Wenzel, P.A. Østergaard, B. Möller, S. Nielsen, I. Ridjan, P. Karnøe, K. Sperling, F. K. Hvelplund, Smart Energy Systems for coherent 100% renewable energy and transport solutions. In: Applied Energy 145, (2015), 139–154, doi:10.1016/j.apenergy.2015.01.075.
- Henrik Lund, Renewable Energy Systems: A Smart Energy Systems Approach to the Choice and Modeling of 100 % Renewable Solutions, Academic Press 2014, ISBN 978-0-124-10423-5.
- H. Lund, S. Werner, R. Wiltshire, S. Svendsen, J. E. Thorsen, F. Hvelplund, B. V. Mathiesen, 4th Generation District Heating (4GDH): Integrating smart thermal grids into future sustainable energy systems. In: Energy 68, (2014), Pages 1–11, doi:10.1016/j.energy.2014.02.089.
- D. Connolly, H. Lund, B.V. Mathiesen, S. Werner, B. Möller, U. Persson, T. Boermans, D. Trier, P.A. Østergaard, S. Nielsen, Heat Roadmap Europe: Combining district heating with heat savings to decarbonise the EU energy system. In: Energy Policy 65, (2014), 475–489, doi:10.1016/j.enpol.2013.10.035.
- H. Lund, B. V. Mathiesen, The role of Carbon Capture and Storage in a future sustainable energy system. In: Energy 44, Issue 1, (2012) 469–476, doi:10.1016/j.energy.2012.06.002.
- H. Lund, A. N. Andersen, P. A. Østergaard, B. V. Mathiesen, D. Conolly, From electricity smart grids to smart energy systems – A market operation based approach and understanding. In: Energy 42, Issue 1, (2012) 96–102, doi:10.1016/j.energy.2012.04.003.
- B. V. Mathiesen, H. Lund, K. Karlsson, 100% Renewable energy systems, climate mitigation and economic growth. In: Applied Energy 88, Issue 2, (2011) 488–501, doi:10.1016/j.apenergy.2010.03.001.
- D. Conolly, H. Lund, B.V. Mathiesen, M Leahy, A review of computer tools for analysing the integration of renewable energy into various energy systems. In: Applied Energy 87, Issue 4, (2010), 1059–1082, doi:10.1016/j.apenergy.2009.09.026.
- H. Lund, B. Möller, B.V. Mathiesen, A. Dyrelund, The role of district heating in future renewable energy systems. In: Energy 35, Issue 3, (2010), 1381–1390, doi:10.1016/j.energy.2009.11.023.
- H. Lund, B.V. Mathiesen, Energy system analysis of 100% renewable energy systems - The case of Denmark in years 2030 and 2050. In: Energy 34, Issue 5, (2009), 524–531, doi:10.1016/j.energy.2008.04.003.
- H. Lund, W. Kempton, Integration of renewable energy into the transport and electricity sectors through V2G. In: Energy Policy 36, Issue 9, (2008), 3578–3587, doi:10.1016/j.enpol.2008.06.007.
- H. Lund, Renewable energy strategies for sustainable development. In: Energy 32, Issue 6, (2007), 912–919, doi:10.1016/j.energy.2006.10.017.
- H. Lund, Large-scale integration of wind power into different energy systems. In: Energy 30, Issue 13, (2005), 2402–2412, doi:10.1016/j.energy.2004.11.001.